# Conflict: Global Storm
Conflict: Global Storm es la cuarta entrega de la influyente serie de videojuegos de acción táctica: Conflict, desarrollada por Pivotal Games y distribuida por Sci Games en 2005. El argumento nos trasladará a un futuro no muy lejano, el año 2006 en el que el mundo ha caído bajo una poderosa e influyente amenaza terrorista. En el que se le ha encomendado a una unidad antiterrorista de respuesta rápida compuesta por cuatro veteranos de la Guerra del Golfo (Bradley, Jones, Connors y Foley) la misión de encontrar y derrotar a una nueva fuerza terrorista global.
Vuelven los héroes de Conflict: Desert Storm, esta vez tras haberse sometido a un intenso entrenamiento en técnicas antiterroristas y antiinsurgentes, que se suman a su gran experiencia en combate y en operaciones especiales.
Mientras protegía al equipo, Foley desaparece en Colombia en un combate y la unidad tiene que hacerse con la ayuda de la francotiradora Carrie Sherman. A medida que las misiones se vuelven más peligrosas, el equipo va descubriendo los planes de March 33 y ve que se trata del mayor desafío al que se ha enfrentado hasta la fecha.

## Sinopsis
El juego se da en la guerra del Golfo Pérsico, en 1990, con 2 soldados del Ejército estadounidense, tratando de destruir un puente entre Kuwait-Irak, pero son descubiertos por las tropas iraquíes, uno de ellos muere y el segundo; Paul Foley es capturado, después es rescatado por su líder John Bradley, quienes después se abren por el invadido Kuwait para rescatar a su Emir, seguido de esto, el cuarteto de soldados americanos Bradley y Foley, acompañados por Mick Connors y David Jones, se abren paso por Kuwait, Arabia Saudi, Israel y Irak, desmantelando bases y cuarteles militares, destruyendo tanques, misiles balísticos e incluso desactivar un reactor nuclear, y aniquilando soldados iraquíes. Luego de invadir el cuartel general del ejército de Irak y eliminar a su máximo comandante, Al-Sabad Azis, la cadena de noticias PGN informa la rendición incondicional de Irak ante la coalición militar encabezadas por los Estados Unidos y la ONU, donde se muestra al Emir de Kuwait agradeciendo a las Naciones Unidas en su lucha contra Irak y haber liberado a Kuwait, luego de la invasión iraquie. Finalmente se muestra a los marines estadounidenses Bradley, Foley, Connors y Jones siendo recibidos con honores por sus acciones en el Golfo Pérsico, para después dirigirse a casa para el descanso y la relajación.

## Personajes
Todos los personajes pertenecen al CODEX Red Team de las fuerzas especiales. Son un grupo de antiterrorismo de acción inmediata lo cual explica porque constantemente cambian de país para combatir.
- Sargento John Bradley: Responsable del equipo/ Fusilero / traidor por abandonar a Foley en Colombia
- Cabo David Jones: Ingeniero de Combate / Armas Con Silenciador / traidor por abandonar a Foley en Colombia
- Cabo Mick Connors: Armas Ligeras/ Armas Pesadas / traidor por abandonar a Foley en Colombia
- Cabo Paul Foley: Francotirador/ Médico /olvidado por su ex equipo en Colombia 
- Cabo Carrie Sherman: Francotiradora/ Médico, sustituye a Foley.

## Otros Personajes
- Karl Mandel - Miembro de Marzo 33 
- Strachen - Miembro sospechoso de Marzo 33, antiguo Oficial de Inteligencia para el Equipo Rojo. 
- Hans Klerber - Exmiembro de las Fuerzas Especiales Alemanas, miembro sospechoso de Marzo 33.
- Alan Connors - Agente Secreto en Golden Dawn que es controlada por el Doctor Strachen. 
- Franklin - Experto Nuclear quien ayuda al grupo cuando una organización terrorista controla el Reactor Nuclear y lo pone en Fusión.
- Mayor Choi - Especialista artillero, desactiva la bomba sucia en la misión de Corea.
-Senador - Rehén De Las Fuerzas Armadas en Corea. Objetivo a Rescatar y Escoltar al Punto De Extracción. 
-Alicia McGuire - Hija Del Senador, Al Igual que Este, Rehén, Objetivo a Rescatar y Escoltar al Punto De Extracción.
- Datos: Q2303948